# Манфред фон Ріхтгофен (генерал)
Барон Манфред Карл Ернст фон Ріхтгофен (нім. Manfred Karl Ernst Freiherr von Richthofen; 24 травня 1855, Барцдорф — 28 листопада 1939, Берсдорф) — німецький воєначальник, генерал кінноти Прусської армії. Кавалер ордена Pour le Mérite.

## Біографія
Ріхтгофен вступив до Прусської армії в 1874 році, після чого служив у різних військових частинах. У квітні 1902 року Ріхтгофен став командиром особистої кавалерійської гвардії імператора (Gardes du Corps), а наступного року став ад'ютантом імператора Вільгельма II. В березні 1908 року став командиром 2-ї гвардійської кавалерійської бригади. В лютому 1913 року прийняв командування гвардійською кавалерійською дивізією, що розташовувалася в Берліні. У лютому 1914 року Ріхтгофену було доручено командування 6-ю піхотною дивізією, що розташовувалася в Бранденбурзі.
На початку Першої світової війни Ріхтгофен став командиром 1-го кавалерійського корпусу, який входив до складу 3-ї армії під командуванням Макса фон Гаузена. Командуючи вказаним корпусом, Ріхтгофен брав участь у Прикордонних битвах і прориві через Бельгію, а також у Першій битві на Марні.
У листопаді 1914 року корпус Ріхтгофена був перекинутий на Східний фронт у складі новосформованої 9-ї армії. Ріхтгофен та його корпус відіграли важливу роль у Лодзінській битві, де його корпус брав участь у прориві кільця біля 25-го резервного корпусу, який оточили російські війська.
У вересні 1916 року Ріхтгофен став командиром 38-го, в листопаді — 25-го резервного корпусу, в березні 1917 року — командиром 53-го корпусу. З січня 1918 року — заступник командира гвардійського корпусу. У квітні 1918 року Ріхтгофен став заступником голови Військового суду. 10 листопада 1918 року Ріхтгофен подав у відставку зі своєї посади, яку прийняли. Помер у своєму маєтку.

## Сім'я
Дядько і прийомний батько майбутнього генерал-фельдмаршала барона Вольфрама фон Ріхтгофена. Також дядько свого значно відомішого тезки, льотчика-аса барона Манфреда фон Ріхтгофена.

## Звання
- Фенріх портупеї (23 квітня 1874)
- Другий лейтенант (11 січня 1876)
- Перший лейтенант (12 січня 1886)
- Ротмістр (12 травня 1890)
- Майор (10 вересня 1897)
- Оберстлейтенант (10 червня 1903)
- Оберст (10 квітня 1906)
- Генерал-майор (20 квітня 1910)
- Генерал-лейтенант (19 лютого 1913)
- Генерал кінноти (16 вересня 1917)

## Нагороди
- Орден Корони (Пруссія) 4-го, 3-го і 2-го класу
  - зірка до ордена 2-го класу
- Орден Франца Йосифа, лицарський хрест (Австро-Угорщина)
- Орден Червоного орла
  - 4-го класу
    - корона до ордена 4-го класу

  - 3-го класу з бантом і короною
  - 2-го класу з дубовим листям
    - мечі до ордена 2-го класу (1916)
    - зірка до ордена 2-го класу (1917)
- Орден Святого Йоанна (Бранденбург)
  - почесний лицар
  - лицар справедливості
- Орден «За заслуги» (Вальдек) 3-го і 1-го класу
- Столітня медаль
- Хрест «За вислугу років» (Пруссія)
- Орден Вюртемберзької корони, лицарський хрест з левом
- Орден Корони Італії, командорський хрест
- Орден Лева і Сонця 3-го ступеня (Каджарський Іран)
- Орден «Святий Олександр», командорський хрест (Третє Болгарське царство)
- Орден військових заслуг (Іспанія) 2-го класу
- Пам'ятний знак Срібного весілля 1906
- Почесний хрест (Ройсс) 1-го класу з короною
- Орден Святої Анни 1-го ступеня (Російська імперія)
- Залізний хрест 2-го і 1-го класу
- Pour le Mérite (19 січня 1918)
- Почесний хрест ветерана війни з мечами